# 2004 au cinéma
| Années du cinéma : 2001 - 2002 - 2003 - 2004 - 2005 - 2006 - 2007    |
| Décennies du cinéma : 1970 - 1980 - 1990 - 2000 - 2010 - 2020 - 2030 |

Cet article présente les faits marquants de l'année 2004 au cinéma.

## Événements
- 27 juin : Fahrenheit 9/11 de Michael Moore améliore le record de recettes aux États-Unis en un week-end pour un film documentaire avec 23,9 millions de dollars.
- 16 décembre : selon les chiffres encore provisoires d'Unifrance, 330 films français sont sortis dans le monde en 2004 contre 212 en 2003 et 200 en 2002. Les recettes et les entrées sont pourtant en chute de 11 % sur les onze premiers mois de l'année. Unifrance prévoit 40 millions d'entrées à l'étranger pour les films français en 2004.
- En France, la fréquentation des salles augmente de 12,3 %, à 194,8 millions d’entrées. Elle n'avait pas atteint ce niveau depuis 1983. Les films français représentent 39 % de part de marché (76,1 millions d’entrées), en grande partie grâce au succès des Choristes[1].

## Festivals

### Cannes
- Du 11 au 22 mai.
- Fahrenheit 9/11, le film polémique de Michael Moore, reçoit la Palme d'or.
- Yūya Yagira remporte le prix d'interprétation masculine pour Nobody Knows.
- Maggie Cheung gagne le prix d'interprétation féminine pour Clean.
- Le binôme Agnès Jaoui-Jean-Pierre Bacri reçoit le prix du scénario pour Comme une image.
- Trafic de Cătălin Mitulescu (ro) est récompensé d'une Palme d'or du court-métrage.

### Autres festivals
- 18 janvier. 10e Semaine du cinéma britannique d'Abbeville : Pulse: A Stomp Odyssey (en) de Steve McNicholas (en) et Luke Cresswell (en) reçoit le grand prix.
- 25 janvier. Festival du film de Sundance : DiG! d'Ondi Timoner est notamment récompensé.
- 1er février. 11e Fantastic'Arts de Gérardmer : Deux Sœurs de Kim Jee-woon gagne le grand prix.
- 14 février. 54e Festival international du film de Berlin : Head-On de Fatih Akin reçoit l'Ours d'Or.
- 14 mars. 6e Festival du film asiatique de Deauville : Une femme coréenne remporte le grand prix.
- 21 mars. 18e Festival international de films de Fribourg (FIFF)
- 22 mars. 26e Festival international de films de femmes de Créteil : Ne dis rien d'Icíar Bollaín remporte le grand prix.
- 13 avril. 22e Festival du film policier de Cognac : Memories of Murder de Bong Joon-ho gagne le grand prix.
- 12 juin. 28e Festival international du film d'animation d'Annecy : Oseam de Baek-yeop Sung gagne le cristal du long métrage.
- du 29 juin au 4 juillet : 4e Festival international du film fantastique de Neuchâtel
- 11 septembre. 61e Mostra de Venise : Vera Drake de Mike Leigh remporte le Lion d'or.
- 13 septembre. 30e Festival du cinéma américain de Deauville : Maria, pleine de grâce de Joshua Marston gagne le grand prix.
- du 24 octobre au 9 octobre : 5e Festival international du film d'Aubagne - Music & Cinema[2].
- du 25 novembre au 28 novembre : 12e Festival du cinéma russe à Honfleur : Grand prix : Un chauffeur pour Véra (Водитель для Веры), 2004, de Pavel Tchoukhraï

## Récompenses

### Oscars du cinéma 2004
La 76e cérémonie des Oscars du cinéma, récompensant les films sortis en 2003 et les professionnels s'étant distingués cette année-là, s'est tenue le 29 février 2004.
- Meilleur film : The Return of the King de Peter Jackson
- Meilleure Actrice : Charlize Theron, Monster
- Meilleur Acteur : Sean Penn, Mystic River
- Meilleure Actrice de Soutien : Renée Zellweger, Cold Mountain
- Meilleur Acteur de Soutien : Tim Robbins, Mystic River
- Meilleur Réalisateur : Peter Jackson, The Return of the King
- Meilleur Film Étranger : Les Invasions barbares de Denys Arcand

### Césars
- Meilleur film, meilleur réalisateur et meilleur scénario : Les Invasions barbares de Denys Arcand
- Meilleur acteur : Omar Sharif dans Monsieur Ibrahim et les Fleurs du Coran
- Meilleure actrice : Sylvie Testud dans Stupeur et tremblements
- Meilleur second rôle masculin : Darry Cowl dans Pas sur la bouche
- Meilleur second rôle féminin : Julie Depardieu dans La Petite Lili
- Meilleur film étranger : Mystic River
- Meilleur film de l'Union européenne : Good Bye, Lenin!

### Prix Jutra
- Meilleur film québécois : Les Invasions barbares de Denys Arcand
- Meilleur réalisateur : Denys Arcand pour Les Invasions barbares
- Meilleure actrice : Marie-Josée Croze dans Les Invasions barbares
- Meilleur acteur : Serge Thériault dans Gaz Bar Blues
- Billet d'or (film le plus populaire) : La Grande Séduction de Jean-François Pouliot

### Autres récompenses
- 26 janvier : Laura Smet reçoit le Prix Romy-Schneider.
- 26 janvier : Lorànt Deutsch reçoit le Prix Jean-Gabin.
- 27 avril : Quand je serai star de Patrick Mimouni reçoit le Prix Jean-Vigo.
- 7 décembre : Mathieu Genet, Stéphanie Michelini et Lola Naymark reçoivent le Prix Michel Simon.
- 17 décembre : Rois et Reine d'Arnaud Desplechin reçoit le Prix Louis-Delluc.

## Box-Office

### France
Article détaillé : Box-office France 2004
| Class.                    | Titre                                   | Pays                  | Réalisateur                                 | Box-Office France | Semaines     |
| ------------------------- | --------------------------------------- | --------------------- | ------------------------------------------- | ----------------- | ------------ |
| 1.                        | Les Choristes                           | France                | Christophe Barratier                        | 8 589 265 entrées | 64 sem (fin) |
| 2.                        | Shrek 2                                 | États-Unis d'Amérique | Andrew Adamson, Conrad Vernon, Kelly Asbury | 7 185 626 entrées | 35 sem (fin) |
| 3.                        | Harry Potter et le Prisonnier d'Azkaban | États-Unis d'Amérique | Alfonso Cuaron                              | 7 138 546 entrées | 27 sem (fin) |
| 4.                        | Les Indestructibles                     | États-Unis d'Amérique | Brad Bird                                   | 5 688 549 entrées | 21 sem (fin) |
| 5.                        | Spider-Man 2                            | États-Unis d'Amérique | Sam Raimi                                   | 5 335 462 entrées | 14 sem (fin) |
| Source :cbo-boxoffice.com |                                         |                       |                                             |                   |              |

### États-Unis
- 1. Shrek 2 (441 M$).
- 2. Spider-Man 2 (373 M$).
- 3. La Passion du Christ (370 M$).

### Grande-Bretagne
- 1. Shrek 2.
- 2. Harry Potter et le Prisonnier d'Azkaban.
- 3. Bridget Jones : L'Âge de raison.

### Allemagne
- 1. Space Movie - La Menace fantoche ((T)Raumschiff Surprise - Periode 1).
- 2. Harry Potter et le Prisonnier d'Azkaban.
- 3. 7 Zwerge – Männer allein im Wald (de).

### Italie
- 1. Le Seigneur des anneaux : Le Retour du roi.
- 2. La Passion du Christ.
- 3. Spider-Man 2.

### Espagne
- 1. Shrek 2.
- 2. Troie.
- 3. Mar adentro.

## Principales sorties en salles en France

### Premier trimestre
| Sortie à Paris | Titre                      | Pays                  | Réalisateur                    | Distribution                                                                   |
| -------------- | -------------------------- | --------------------- | ------------------------------ | ------------------------------------------------------------------------------ |
| 7 jan          | Deux en un                 | États-Unis d'Amérique | Bobby Farrelly, Peter Farrelly | Greg Kinnear, Matt Damon                                                       |
| 7 jan          | Gothika                    | États-Unis d'Amérique | Mathieu Kassovitz              | Halle Berry, Penélope Cruz, Robert Downey Jr.                                  |
| 7 jan          | L'Esquive                  | France                | Abdellatif Kechiche            | Sara Forestier                                                                 |
| 7 jan          | Lost in Translation        | États-Unis d'Amérique | Sofia Coppola                  | Bill Murray, Scarlett Johansson                                                |
| 7 jan          | Nathalie…                  | France                | Anne Fontaine                  | Emmanuelle Béart, Fanny Ardant, Gérard Depardieu                               |
| 14 jan         | Albert est méchant         | France                | Hervé Palud                    | Michel Serrault, Christian Clavier                                             |
| 14 jan         | Le Dernier Samouraï        | États-Unis d'Amérique | Edward Zwick                   | Tom Cruise                                                                     |
| 14 jan         | Les Amateurs               | France                | Martin Valente                 | Lorànt Deutsch, Jalil Lespert                                                  |
| 21 jan         | 21 Grammes                 | États-Unis d'Amérique | Alejandro González Iñárritu    | Sean Penn, Benicio del Toro, Naomi Watts                                       |
| 21 jan         | Le Sourire de Mona Lisa    | États-Unis d'Amérique | Mike Newell                    | Julia Roberts, Kirsten Dunst, Julia Stiles                                     |
| 21 jan         | Massacre à la tronçonneuse | États-Unis d'Amérique | Marcus Nispel                  | Jessica Biel, Jonathan Tucker, Erica Leerhsen                                  |
| 28 jan         | Frère des ours             | États-Unis d'Amérique | Aaron Blaise, Bob Walker (en)  |                                                                                |
| 28 jan         | Out of Time                | États-Unis d'Amérique | Carl Franklin                  | Denzel Washington                                                              |
| 28 jan         | RRRrrrr!!!                 | France                | Alain Chabat                   | Jean-Paul Rouve, Maurice Barthélemy, Marina Foïs, Pierre-François Martin-Laval |

- Les 11 commandements - 4 février
- Peter Pan - 4 février
- Tout peut arriver - 4 février
- La Planète bleue - 4 février
- Podium - 11 février
- Blueberry, l'expérience secrète - 11 février
- Les Rivières pourpres 2 - Les anges de l'apocalypse - 18 février
- Le Manoir hanté et les 999 Fantômes - 18 février
- Retour à Cold Mountain - 18 février
- Paycheck - 25 février
- Confidences trop intimes - 25 février
- Open Range - 25 février
- Malabar Princess - 3 mars
- Big Fish - 3 mars
- Polly et moi - 10 mars
- Une vie à t'attendre - 10 mars
- L'Effet papillon - 10 mars
- Les Choristes - 17 mars
- Le Maître du jeu - 17 mars
- Triple agent - 17 mars
- Les Disparues - 17 mars
- Immortel, ad vitam - 24 mars
- Hidalgo - 24 mars
- Rock Academy - 24 mars
- La Passion du Christ - 31 mars
- Agents secrets - 31 mars
- L'Incruste, fallait pas le laisser entrer ! - 31 mars
- Kiki la petite sorcière - 31 mars

### Deuxième trimestre
- Deux Frères - 7 avril
- Scooby-Doo 2 : Les monstres se déchaînent - 7 avril
- Ong-bak - 7 avril
- Fenêtre secrète - 14 avril
- Spy Kids 3 : Mission 3D - 14 avril
- Le Convoyeur - 14 avril
- Treize à la douzaine - 14 avril
- Monster - 14 avril
- Starsky et Hutch - 21 avril
- Mariages ! - 21 avril
- Instincts meurtriers - 21 avril
- Taking lives - 28 avril
- La Grande Séduction - 28 avril
- Van Helsing - 5 mai
- Hypnotic - 5 mai
- Mambo Italiano - 5 mai
- Troie - 12 mai
- La Mauvaise Éducation - 12 mai
- Kill Bill - 12 mai
- La vie est un miracle - 12 mai
- People - 19 mai
- Le Jour d'après - 26 mai
- Mariage mixte - 26 mai
- À tout de suite - 26 mai
- Harry Potter et le Prisonnier d'Azkaban - 2 juin
- Street Dancers - 2 juin
- Madame Édouard - 2 juin
- Ladykillers - 9 juin
- The Punisher - 9 juin
- Double Zéro - 16 juin
- Le Rôle de sa vie - 16 juin
- Honey - 16 juin
- Godsend, expérience interdite - 16 juin
- Shrek 2 - 23 juin
- Les Fils du vent - 23 juin
- Qui perd gagne ! - 23 juin
- L'Armée des morts - 30 juin
- Amour et amnésie - 30 juin

### Troisième trimestre
- Fahrenheit 9/11 - 7 juillet
- L'Américain - 7 juillet
- Et l'homme créa la femme - 7 juillet
- Un duplex pour trois - 7 juillet
- Spider-Man 2 - 14 juillet
- Just a Kiss - 14 juillet
- San-Antonio - 21 juillet
- Atomik Circus, le retour de James Bataille - 21 juillet
- Autoroute racer - 21 juillet
- I, Robot - 28 juillet
- La ferme se rebelle - 28 juillet
- Cause toujours ! - 28 juillet
- Le Roi Arthur - 4 août
- 30 ans sinon rien - 4 août
- Nos amis les flics - 4 août
- J'me sens pas belle - 4 août
- Hellboy - 11 août
- Garfield le film - 11 août
- Le Tour du monde en quatre-vingts jours - 11 août
- Le Village - 18 août
- Les Chroniques de Riddick - 18 août
- Naruto et la Princesse des neiges - 21 août
- Tout le plaisir est pour moi - 18 août
- Ils se marièrent et eurent beaucoup d'enfants - 25 août
- Exils - 25 août
- 5×2 - 1er septembre
- Clean - 1er septembre
- La Mort dans la peau - 8 septembre
- Catwoman - 8 septembre
- Mensonges et trahisons et plus si affinités... - 8 septembre
- Carnets de voyage - 8 septembre
- Une affaire de cœur - 8 septembre
- Le Terminal - 15 septembre
- Le genre humain : les Parisiens - 15 septembre
- Comme une image - 22 septembre
- Dodgeball ! Même pas mal ! - 22 septembre
- Collatéral - 29 septembre
- Le Cou de la girafe - 29 septembre
- 3 petites filles - 29 septembre

### Quatrième trimestre
- L'Enquête corse - 6 octobre
- Resident Evil: Apocalypse - 6 octobre
- Vipère au poing - 6 octobre
- Le Carton - 6 octobre
- Eternal Sunshine of the Spotless Mind - 6 octobre
- La Première Fois que j'ai eu 20 ans - 6 octobre
- Aaltra - 13 octobre
- Gang de requins - 13 octobre
- Arsène Lupin - 13 octobre
- Man on Fire - 13 octobre
- Pédale dure - 20 octobre
- Alive - 20 octobre
- 2046 - 20 octobre
- Genesis - 20 octobre
- Un long dimanche de fiançailles - 27 octobre
- Alien vs Predator - 27 octobre
- L'Équipier - 3 novembre
- Un crime dans la tête - 3 novembre
- Les Fautes d'orthographe - 3 novembre
- Birth - 3 novembre
- Banlieue 13 - 10 novembre
- La confiance règne - 10 novembre
- Anacondas : À la poursuite de l'orchidée de sang - 10 novembre
- Le Secret des poignards volants - 17 novembre
- La Demoiselle d'honneur - 17 novembre
- Cellular - 17 novembre
- L'Exorciste : Au commencement - 17 novembre
- Les Indestructibles - 23 novembre
- 36 Quai des Orfèvres - 23 novembre
- Holy Lola - 23 novembre
- Narco - 1er décembre
- Le Pôle express - 1er décembre
- Mémoire effacée - 1er décembre
- Innocence : Ghost in the Shell 2 - 1er décembre
- Bridget Jones : L'Âge de raison - 8 décembre
- Les Dalton - 8 décembre
- Blade: Trinity - 8 décembre
- Maria, pleine de grâce - 8 décembre

| Sortie à Paris | Titre                                               | Réalisateur       | Distribution |
| -------------- | --------------------------------------------------- | ----------------- | --- |
| 15/12          | Un petit jeu sans conséquence                       | Bernard Rapp      | Sandrine Kiberlain, Yvan Attal, Jean-Paul Rouve, Marina Foïs                                                                     |
| 15/12          | Sarabande                                           | Ingmar Bergman    | Liv Ullmann, Erland Josephson, Börje Ahlstedt, Julie Dufvenius, Gunnel Fred                                                      |
| 15/12          | Les Temps qui changent                              | André Téchiné     | Catherine Deneuve, Gérard Depardieu, Gilbert Melki, Malik Zidi, Lubna Azabal                                                     |
| 15/12          | Un Noël de folie !                                  | Joe Roth          | Tim Allen, Jamie Lee Curtis, Cheech Marin, Jake Busey                                                                            |
| 15/12          | Le Dernier Trappeur                                 | Nicolas Vanier    | Norman Winther, May Loo, Alex Van Bibber. Les chiens Apache, Riley, Voulk, notamment.                                            |
| 15/12          | Ocean's Twelve                                      | Steven Soderbergh | George Clooney, Brad Pitt, Matt Damon, Catherine Zeta-Jones, Andy García, Don Cheadle, Bernie Mac, Julia Roberts, Vincent Cassel |
| 22/12          | Massaï, les guerriers de la pluie                   | Pascal Plisson    | - |
| 22/12          | Rois et Reine                                       | Arnaud Desplechin | Emmanuelle Devos, Mathieu Amalric, Hippolyte Girardot, Catherine Deneuve                                                         |
| 22/12          | Les Sœurs fâchées                                   | Alexandra Leclère | Catherine Frot, Isabelle Huppert, François Berléand                                                                              |
| 22/12          | Benjamin Gates et le Trésor des Templiers           | John Trutelaub    | Nicolas Cage, Diane Kruger, Jon Voight, Harvey Keitel, Sean Bean                                                                 |
| 22/12          | Les Désastreuses Aventures des orphelins Baudelaire | Brad Silberling   | Jim Carrey, Meryl Streep |
| 29/12          | The Grudge                                          | Takashi Shimizu   | Sarah Michelle Gellar, Jason Behr                                                                                                |
| 29/12          | Irrésistible Alfie                                  | Charles Shyer     | Jude Law, Susan Sarandon |
| 29/12          | The Girl Next Door                                  | Luke Greenfield   | Elisha Cuthbert, Emile Hirsch |
| 29/12          | Nous étions libres                                  | John Duigan       | Charlize Theron, Stuart Townsend, Penélope Cruz                                                                                  |
| 29/12          | À boire                                             | Marion Vernoux    | Édouard Baer, Emmanuelle Béart, Atmen Kelif                                                                                      |

## Courts-métrages
- À San Remo, un court-métrage français réalisé par Julien Donada, sorti le 15 avril.

## Principaux décès

### Premier trimestre
- 2 janvier : Etta Moten Barnett (en), 102 ans, actrice
- 4 janvier : Brian Gibson, 59 ans, réalisateur
- 7 janvier : Ingrid Thulin, 77 ans, actrice
- 9 janvier : Rogério Sganzerla, 58 ans, réalisateur
- 10 janvier : Spalding Gray, 62 ans, acteur
- 10 janvier : Michèle Perello, 61 ans, actrice
- 14 janvier : Uta Hagen, 84 ans, actrice
- 14 janvier : Ron O'Neal, 66 ans, acteur
- 17 janvier : Ray Stark, 88 ans, producteur
- 22 janvier : Ann Miller, 80 ans, actrice
- 22 janvier : Ticky Holgado, 59 ans, acteur
- 22 janvier : Gérard Darrieu, 68 ans, acteur
- 22 janvier : Charlotte Zwerin, 72 ans, réalisatrice
- 30 janvier : José Álvaro Morais, 58 ans, réalisateur
- 31 janvier : Suraiya, 75 ans, actrice
- 15 février : Jan Miner, 86 ans, actrice
- 18 février : Jean Rouch, 86 ans, réalisateur
- 23 février : Vijay Anand, 70 ans, Réalisateur
- 2 mars : Mercedes McCambridge, 85 ans, actrice
- 2 mars : Cecily Adams (en), 39 ans, actrice
- 6 mars : Frances Dee, 96 ans, actrice
- 7 mars : Paul Winfield, 64 ans, acteur
- 9 mars : Robert Pastorelli, 49 ans, acteur
- 18 mars : Guillermo Rivas (es), 72 ans, acteur
- 25 mars : Ivan Ryjov, 91 ans, acteur soviétique
- 26 mars : Jan Sterling, 82 ans, actrice
- 28 mars : Peter Ustinov, 82 ans, acteur

### Deuxième trimestre
- 1er avril : Carrie Snodgress, 57 ans, actrice
- 4 avril : Austin Willis (en), 86 ans, acteur
- 17 avril : Soundarya, 32 ans, actrice
- 24 avril : José Giovanni, 80 ans, réalisateur
- 25 avril : Feridun Karakaya (tr), 76 ans, acteur
- 3 mai : Anthony Ainley, 71 ans, acteur
- 9 mai : Alan King, 76 ans, acteur
- 14 mai : Anna Lee, 91 ans, actrice
- 16 mai : Marika Rökk, 90 ans, actrice
- 17 mai : Tony Randall, 84 ans, acteur
- 19 mai : Mary Dresselhuys, 97 ans, actrice
- 4 juin : Nino Manfredi, 83 ans, acteur
- 5 juin : Ronald Reagan, 93 ans, acteur
- 6 juin : Necdet Mahfi Ayral (tr), 96 ans, acteur
- 6 juin : Robert Lees, 91 ans, scénariste
- 7 juin : Donald Trumbull (en), 95 ans, spécialiste des effets spéciaux
- 14 juin : Max Rosenberg (en), 89 ans, producteur
- 26 juin : Yash Johar, 75 ans, producteur

### Troisième trimestre
- 1er juillet : Marlon Brando, 80 ans, acteur
- 3 juillet : John Barron (en), 83 ans, acteur
- 6 juillet : Eric Douglas, 46 ans, acteur
- 8 juillet : Jean Lefebvre, 84 ans, acteur
- 9 juillet : Isabel Sanford, 86 ans, actrice
- 11 juillet : Dorothy Hart, 82 ans, actrice
- 17 juillet : Pat Roach, 67 ans, acteur
- 19 juillet : Irvin Yeaworth (de), 78 ans, réalisateur
- 21 juillet : Jerry Goldsmith, 75 ans, musicien
- 23 juillet : Mehmood, 72 ans, acteur
- 23 juillet : Serge Reggiani, 82 ans, acteur
- 24 juillet : Wim Verstappen, 67 ans, réalisateur néerlandais. (° 4 mai 1937).
- 28 juillet : Sam Edwards, 89 ans, acteur
- 28 juillet : Eugene Roche, 75 ans, acteur
- 30 juillet : André Noble, 25 ans, acteur
- 31 juillet : Laura Betti, 70 ans, actrice
- 31 juillet : Virginia Grey, 87 ans, actrice
- 3 août : Margo McLennan (en), 66 ans, actrice
- 8 août : Dimitris Papamichail, 70 ans, acteur
- 8 août : Fay Wray, 96 ans, actrice
- 9 août : David Raksin, 92 ans, musicien
- 15 août : Neal Fredericks, 35 ans, réalisateur
- 18 août : Elmer Bernstein, 82 ans, musicien
- 20 août : María Antonieta Pons, 82 ans, actrice
- 22 août : Daniel Petrie, 83 ans, réalisateur
- 22 août : George Kirgo (en), 78 ans, scénariste
- 26 août : Laura Branigan, 52 ans, musicien
- 27 août : Suzanne Kaaren (en), 92 ans, actrice
- 27 août : William Pierson (en), 78 ans, acteur
- 4 septembre : Serge Marquand, 74 ans, acteur
- 5 septembre : Fritha Goodey (en), 31 ans, actrice
- 6 septembre : Elly Annie Schneider (arz), 90 ans, actrice
- 8 septembre : Frank Thomas, 91 ans, animation
- 12 septembre : Jean-Daniel Pollet, 68 ans, réalisateur
- 14 septembre : Ove Sprogøe, 84 ans, acteur
- 18 septembre : Russ Meyer, 82 ans, réalisateur
- 24 septembre : Tim Choate (en), 49 ans, acteur
- 30 septembre : Ignatius Wolfington, 84 ans, Acteur
- 30 septembre : Gamini Fonseka (si), 68 ans, acteur

### Quatrième trimestre
- 3 octobre : Janet Leigh, 77 ans, actrice américaine.
- 5 octobre : Rodney Dangerfield, 82 ans, acteur
- 10 octobre : Christopher Reeve, 52 ans, acteur
- 11 octobre : Gulshan Rai (hi), 80 ans, producteur
- 17 octobre : Julius Harris, 81 ans, acteur
- 2 novembre : Theo van Gogh, 47 ans, réalisateur
- 7 novembre : Howard Keel, 85 ans, acteur
- 11 novembre : Richard Dembo, 56 ans, réalisateur
- 26 novembre : Philippe de Broca, 71 ans, réalisateur
- 29 novembre : John Drew Barrymore, acteur
- 3 décembre : Maria Perschy, 66 ans, actrice
- 5 décembre : Robert Dhéry, 83 ans, acteur et réalisateur
- 15 décembre : René Cleitman, producteur
- 22 décembre : Lucile Layton, 101 ans, actrice
- 28 décembre : Jerry Orbach, 69 ans, acteur